# Jason Oost
Jason Oost est un footballeur néerlandais, né le 10 octobre 1982 à La Haye. Il évolue au poste d'attaquant.

## Palmarès
Vierge

## Statistiques
| Saison    | Club                | Pays           | Championnat        | Coupes nationales | Coupe d'Europe |
| --------- | ------------------- | -------------- | ------------------ | ----------------- | -------------- |
| 2002-2003 | RKC Waalwijk        | Eredivisie     | 30 matchs / 3 buts | 5 matchs / 3 buts | -              |
| 2003-2004 | RKC Waalwijk        | Eredivisie     | 26 matchs / 2 buts | 2 matchs          | -              |
| 2004-2005 | RKC Waalwijk        | Eredivisie     | 28 matchs / 7 buts | 4 matchs / 1 but  | -              |
| 2005-2006 | Sparta Rotterdam    | Eredivisie     | 30 matchs / 8 buts | 2 matchs / 3 buts | -              |
| 2006-2007 | Sparta Rotterdam    | Eredivisie     | 28 matchs          | 3 matchs / 1 but  | -              |
| 2007-2008 | VVV Venlo           | Eredivisie     | 31 matchs / 6 buts | 3 matchs          | -              |
| 2008-2009 | De Graafschap       | Eredivisie     | 30 matchs / 5 buts | 5 matchs / 2 buts | -              |
| 2009-2010 | Lommel United       | Division 2     | 23 matchs / 2 buts | -                 | -              |
| 2010-2011 | Lommel United       | Division 2     | 31 matchs / 8 buts | 7 matchs / 2 buts | -              |
| 2011-2012 | Excelsior Rotterdam | Eredivisie     | 21 matchs / 1 but  | 1 match / 2 buts  | -              |
| 2012-2013 | Almere City         | Eerste divisie | 24 matchs / 7 buts | -                 | -              |
| 2013-2014 | Almere City         | Eerste divisie | 35 matchs / 2 buts | 1 match           | -              |
| 2014-2015 | Almere City         | Eerste divisie | 25 matchs / 1 but  | 4 matchs          | -              |
| 2015-2016 | Almere City         | Eerste divisie | 28 matchs / 9 buts | 6 matchs / 3 buts | -              |

Dernière mise à jour le 21/02/2017